# Europawahl in Malta 2004
- MLP: 3
- PN: 2

Die Europawahl am 12. Juni 2004 war die erste Wahl zum Europäischen Parlament in Malta, nach dem das Land zum 1. Mai 2004 der Europäischen Union beigetreten war. In Malta wurden fünf der 732 Mitglieder des Parlaments gewählt, die Mindestzahl für ein Mitgliedsland.

## Wahlsystem
Die Wahl erfolgte nach dem Präferenzwahlsystem. Dabei stellen die Parteien Kandidatenlisten, zusätzlich stellten sich unabhängige Kandidaten zur Wahl. Die Wähler konnten zum einen eine Stimme für ihren bevorzugten Kandidaten abgeben (Erstpräferenz), zusätzlich aber eine Zweitpräferenz für einen weiteren Kandidaten.

## Ausgangslage und Kandidaten
Seit dem 1. Mai 2003 war Malta mit fünf Beobachtern im Europaparlament vertreten, die nach dem Beitritt am 1. Mai 2004 zu Mitgliedern des Parlaments wurden. Sie waren vom Repräsentantenhaus gewählt worden. Gemäß der Zusammensetzung des Repräsentantenhauses stellte die konservative Partit Nazzjonalista (PN) mit drei Abgeordnete, die sozialdemokratische Malta Labour Party (MLP) deren zwei.
Zur Wahl traten neben den beiden großen Parteien fünf weitere Kleinparteien und fünf unabhängige Kandidaten an.

## Ergebnis
Die Wahlbeteiligung betrug 82,39 %. Wahlsieger war die oppositionelle MLP mit 48,4 % der Erstpräferenzen und drei Sitzen. Die beiden restlichen Sitze entfielen auf die PN. Überraschend stark schloss die grüne Alternattiva Demokratika (AD) mit 9,3 % ab – ihr bestes Ergebnis bei Repräsentantenhauswahlen bis dahin lag bei 1,7 %. Die AD konnte jedoch keine Mandat gewinnen.
| Listen                       | Listen                                | Stimmen | %    | Mandate |
| ---------------------------- | ------------------------------------- | ------- | ---- | ------- |
|                              | Malta Labour Party                    | 118.983 | 48,4 | 3       |
|                              | Partit Nazzjonalista                  | 97.688  | 39,8 | 2       |
|                              | Alternattiva Demokratika              | 22.938  | 9,3  | –       |
|                              | Imperium Europa                       | 1.603   | 0,7  | –       |
|                              | Alpha – Partit Politiku               | 756     | 0,3  | –       |
|                              | K.u.l. Ewropa                         | 66      | 0,0  | –       |
|                              | Christian Democratic Republican Party | 64      | 0,0  | –       |
|                              | Unabhängige 1                         | 3.624   | 1,5  | –       |
| Gesamt                       | Gesamt                                | 245.722 | 100  | 5       |
|                              |                                       |         |      |         |
| Ungültige Stimmen            | Ungültige Stimmen                     | 4.969   | 2,0  |         |
| Wähler                       | Wähler                                | 250.691 | 82,4 |         |
| Wahlberechtigte              | Wahlberechtigte                       | 304.283 |      |         |
|                              |                                       |         |      |         |
| Quelle: Electoral Commission |                                       |         |      |         |

## Fraktionen im Europäischen Parlament
| Partei                         | Partei               | Mandate | Fraktion |
| ------------------------------ | -------------------- | ------- | -------- |
|                                | Partit Laburista     | 3 / 5   | SPE      |
|                                | Partit Nazzjonalista | 2 / 5   | EVP-ED   |
|                                |                      |         |          |
| Quelle: Europäisches Parlament |                      |         |          |

## Gewählte Abgeordnete
- John Attard-Montalto (MLP)
- Louis Grech (MLP)
- Joseph Muscat (MLP)
- Simon Busuttil (PN)
- David Casa (PN)

## Nachwahl 2008
Nachdem Joseph Muscat (MLP) zum 25. September aus dem Europaparlament ausschied – er wurde Parteivorsitzender der MLP und rückte ins Repräsentantenhaus nach – wurde eine Nachwahl abgehalten. Bei dieser kandidierten nur Mitglieder der MLP. Gewinner der Wahl war Glenn Bedingfield mit 25368 Erstpräferenzen (61,94 %).